# Michał Helik
Michał Helik (Chorzów, 9 de septiembre de 1995) es un futbolista polaco que juega en la demarcación de defensa para el Oxford United F. C. de la EFL Championship.

## Selección nacional
El 25 de marzo de 2021 debutó con la selección absoluta de Polonia en un partido de clasificación para la Copa Mundial de Fútbol de 2022 contra Hungría que finalizó con un resultado de empate a tres tras los goles de Roland Sallai, Ádám Szalai y Willi Orbán para Hungría, y de Krzysztof Piątek, Kamil Jóźwiak y Robert Lewandowski para Polonia.

## Clubes
| Club                       | País       | Año       | Partidos | Goles |
| -------------------------- | ---------- | --------- | -------- | ----- |
| Ruch Chorzów               | Polonia    | 2013-2017 | 50       | 1     |
| KS Cracovia                | Polonia    | 2017-2020 | 102      | 11    |
| Barsnley F. C.             | Inglaterra | 2020-2022 | 89       | 7     |
| Huddersfield Town A. F. C. | Inglaterra | 2022-2025 | 100      | 13    |
| Oxford United F. C.        | Inglaterra | 2025-     | 20       | 5     |

## Palmarés

### Campeonatos nacionales
| Título          | Club        | País    | Año  |
| --------------- | ----------- | ------- | ---- |
| Copa de Polonia | KS Cracovia | Polonia | 2020 |